# Портлендский округ муниципальных школ (Орегон, США)
Портлендский округ муниципальных школ (Portland Public Schools, Орегон, США) — школьный округ, расположенный в Портленде, штат Орегон, США. Это самый большой школьный округ в штате Орегон, а также в Тихоокеанском Северо-Западе. Округ обслуживает около 47000 учащихся. Около 85 школ и 50 специальных школ расположены в пределах района.

## История
Первая государственная школа в Портленде была открыта 15 декабря 1851 года и её первым учителем был Джон Т. Аутхаус, тогда получавший жалование в $ 100 в месяц за своё учительство, , но был вынужден подрабатывать выкорчёвыванием пней с улиц и работая в доках. Впервые школа начала финансироваться согласно законодательному акту в 1849 году.